# (9207) Petersmith
(9207) Petersmith est un astéroïde de la ceinture principale.

## Description
(9207) Petersmith est un astéroïde de la ceinture principale. Il fut découvert le 29 septembre 1994 à Kitt Peak par le projet Spacewatch. Il présente une orbite caractérisée par un demi-grand axe de 2,74 UA, une excentricité de 0,08 et une inclinaison de 1,3° par rapport à l'écliptique.

## Compléments